# 墊片

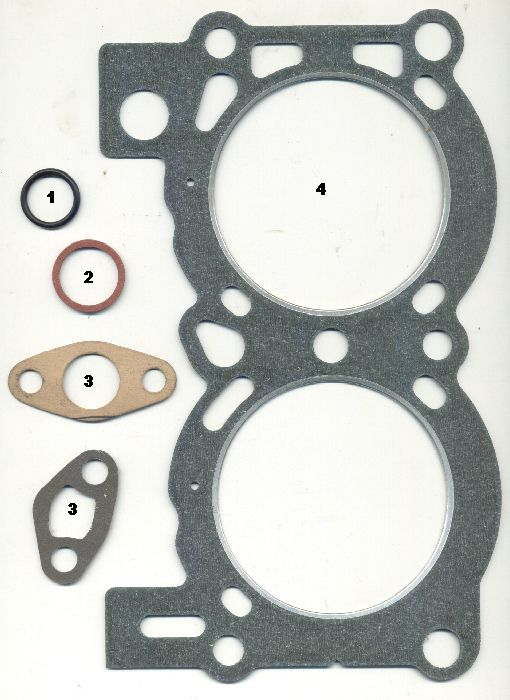
一些密封零件及墊片
1. O形環
2. 纖維材質的墊片
3. 紙質墊片
4. 汽缸蓋的蓋墊片

墊片（gasket）是一種密封件，可以填滿二個相配合表面之間的空隙，用來讓二個工件彼此接合，即使在受到壓縮時也不會有洩漏的情形。
墊片可以填平表面一些不規則的部份，因此允許工件的接合表面有些許的缺陷。墊片一般是由片材切割分工而成。
一些特殊應用下的墊片（例如高壓蒸氣系統中用的墊片）其中可能會有石棉。不過因為暴露在石棉下可能會有的健康風險，實務上會用沒有石棉的墊片材料
一般來說，理想的墊片材質是可以允許一定程度變形的材料，因此在裝配時可以形變，填滿對應的空間（包括一些輕微的不規則處），有些墊片需要在表面直接加上密封劑才能讓墊片正常工作。
有些管路中使用的墊片是完全用金屬所製，使用座表面來實現密封，其中會用到金屬本身的彈簧特性（應力會接近材料的降伏強度σy，但不會超過）。這在一些環狀接合（RTJ）或是金屬墊片中是常見的，稱為R-con及E-con壓縮型接合。

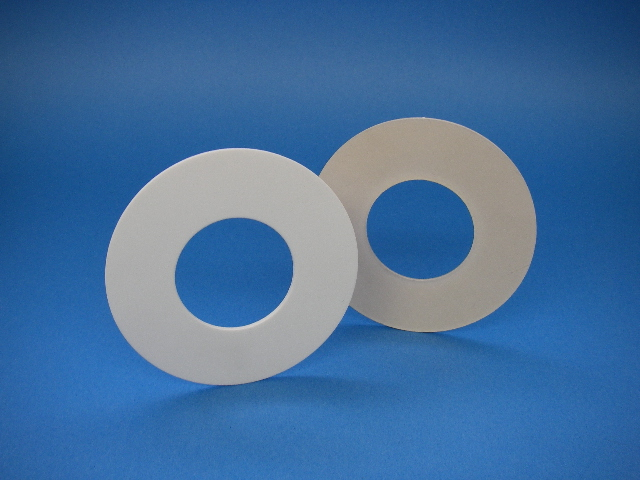
聚四氟乙烯（PTFE）的墊片

## 特性
墊圈通常由扁平材料、片材（例如紙、橡膠、矽樹脂、金屬、軟木、毛氈、氯丁橡膠、丁腈橡膠、玻璃纖維、聚四氟乙烯（也稱為PTFE或特氟隆）或塑料聚合物（例如聚氯三氟乙烯）製成。
對於壓縮墊片材料而言，工業應用中有效墊片的更理想特性之一是能夠承受高壓縮負載。大多數工業墊片應用涉及螺栓施加2,000磅力每平方英寸（14,000,000帕斯卡）或更高的壓縮力。一般來說，有幾個事實可以提高墊片的性能。經過多次嘗試和檢驗的一項原則是：「墊圈上施加的壓縮負荷越大，其使用壽命越長」。

## 外部連結
- Bickford, John H.: An Introduction to the Design and Behavior of Bolted Joints, 3rd ed., Marcel Dekker, 1995, pg. 5
- Latte, Dr. Jorge and Rossi, Claudio: High Temperature Behavior of Compressed Fiber Gasket Materials, and an Alternative Approach to the Prediction of Gasket Life, FSA presented Paper, 1995, pg. 16